# Al Ferguson

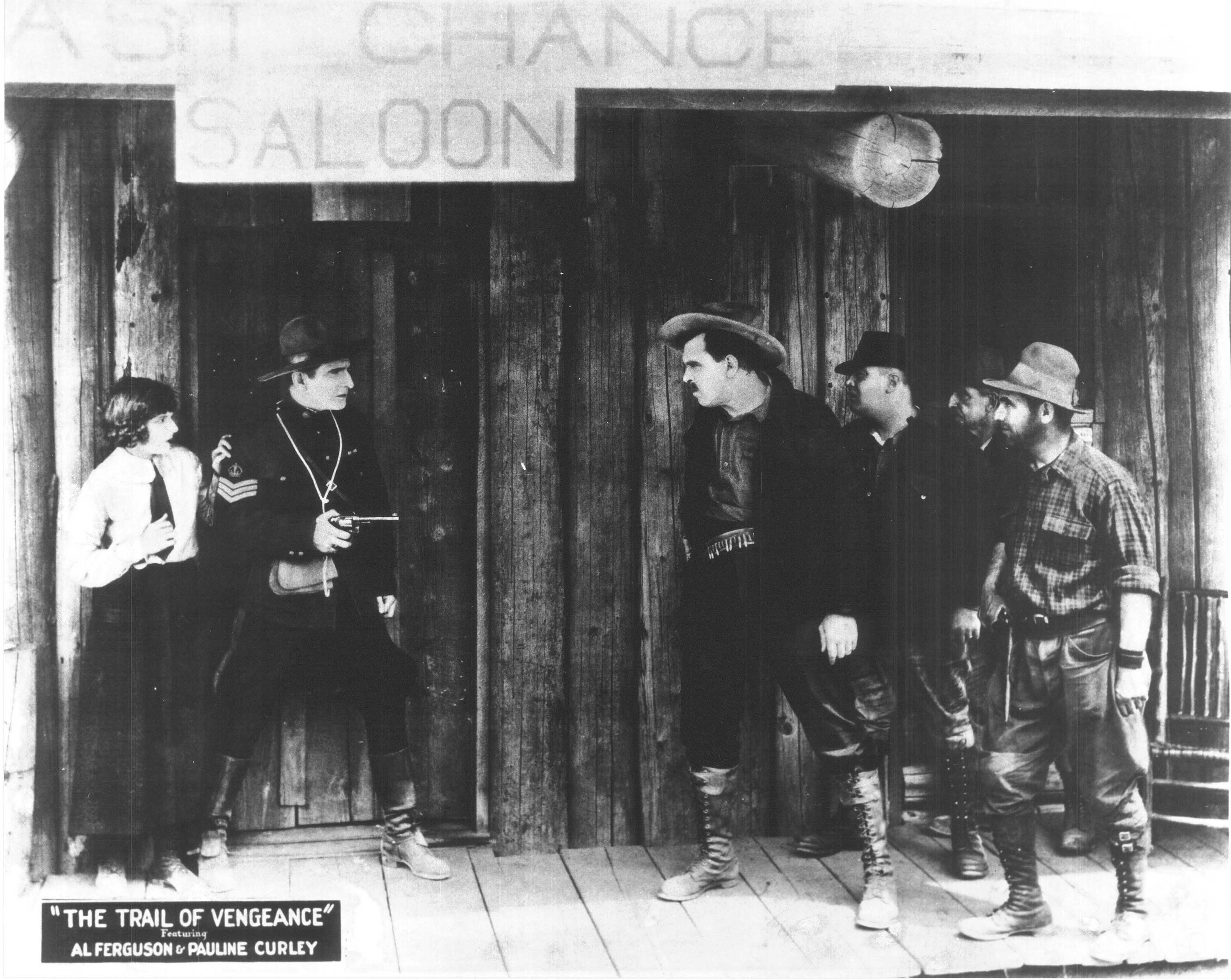
Al Ferguson (2. v. l.) in The Trail of Vengeance (1924)

Alfred George „Al“ Ferguson (* 19. April 1888 in Rosslare, Vereinigtes Königreich Großbritannien und Irland; † 4. Dezember 1971 in Burbank, Kalifornien) war ein irisch-amerikanischer Schauspieler.
Ferguson wurde im irischen Rosslare geboren. Zwischen 1912 und 1956 trat er in ungefähr 300 Filmen auf, meist in ungenannten Kleinstrollen, aber auch in zwei Tarzan-Serials und an der Seite des jungen John Wayne. Unter dem Namen Smoke Ferguson drehte er ab 1912 Western für die Selig Polyscope Company. In den 1920er Jahren war er der Hauptdarsteller, Produzent und Regisseur mehrerer Low-Budget-Western. In den 1950er Jahren spielte er auch in einigen Fernseh-Western mit.
Vom 7. Juli 1921 bis zu seinem Tod war er mit Lottie Taber verheiratet. Ferguson starb am 4. Dezember 1971 im Alter von 83 Jahren in Burbank. Sein Grab befindet sich auf dem Forest Lawn Memorial Park Cemetery in Glendale.

## Filmografie (Auswahl)
- 1916: Youth’s Endearing Charm
- 1919: Where the West Begins
- 1922: The Timber Queen
- 1922: Boomerang Justice
- 1924: The Trail of Vengeance
- 1926: Officer 444
- 1926: The Baited Trap
- 1926: Tentacles of the North
- 1926: A Captain’s Courage
- 1926: West of the Law
- 1926: Wolves of the Desert
- 1926: The Wolf Hunters
- 1927: The Fighting Stallion
- 1927: Western Courage
- 1927: The Range Riders
- 1928: Haunted Island
- 1928: Tarzans neue Dschungelgeschichten (Tarzan the Mighty)
- 1928: The Avenging Rider
- 1928: The Little Buckaroo
- 1929: Vogelfrei (Outlawed)
- 1929: The Vagabond Cub
- 1929: The Pirate of Panama
- 1929: The Man from Nevada
- 1929: Tarzan der Tiger (Tarzan the Tiger)
- 1929: The Saddle King
- 1929: Der Karawanenführer von Oklahoma (The Wagon Master)
- 1931: Pueblo Terror
- 1931: Riders of the North
- 1931: Red Fork Range
- 1931: Two-Gun Caballero
- 1932: Hurricane Express (The Hurricane Express)
- 1932: The Lost Special
- 1933: Die drei Musketiere (The Three Musketeers)
- 1935: Der Rodeo-Raub (The Desert Trail)
- 1935: The Laramie Kid
- 1935: Der Rabe (The Raven)
- 1937: Die Todesranch (North of the Rio Grande)
- 1939: Frontiers of ’49
- 1939: The Invisible Killer
- 1940: Fuzzy außer Rand und Band (Billy the Kid’s Gun Justice)
- 1942: Texas to Bataan
- 1943: Law of the Saddle
- 1944: Sturm über Arizona (Arizona Whirlwind)
- 1944: Harmony Trail
- 1945: Rustlers’ Hideout
- 1946: God’s Country
- 1946: Fuzzy und das Blutgeld (Overland Riders)
- 1946: Hier irrte Scotland Yard (The Verdict)
- 1946: Der Mann aus Virginia (The Virginian)
- 1946: Lightning Raiders
- 1947: California
- 1947: Rauhe Ernte (Wild Harvest)
- 1949: Der Agent aus der Hölle (Alias Nick Beal)
- 1952: Abenteuer in Rom (When in Rome)
- 1953: Abbott und Costello gegen Dr. Jekyll und Mr. Hyde (Abbott and Costello Meet Dr. Jekyll and Mr. Hyde)
- 1956: Blazing the Overland Trail